# S. Jaroslawzew
S. Jaroslawzew (russisch С. Ярославцев) ist ein Pseudonym des sowjetischen bzw. russischen Schriftstellers Arkadi Strugazki (1925–1991). Arkadi hat die meisten seiner Werke gemeinsam mit seinem Bruder Boris unter ihrem Klarnamen Arkadi und Boris Strugazki veröffentlicht und das Pseudonym S. Jaroslawzew für drei von ihm allein verfasste Werke benutzt:
| Veröff.   | Originaltitel                      | Form                         | Deutscher Titel                   |
| --------- | ---------------------------------- | ---------------------------- | --------------------------------- |
| 1974–1984 | Экспедиция в преисподнюю           | SF-Abenteuerroman für Kinder | Expedition in die Hölle           |
| 1984      | Подробности жизни Никиты Воронцова | Roman                        | Aus dem Leben des Nikita Woronzow |
| 1992      | Дьявол среди людей                 | Roman                        | Ein Teufel unter den Menschen     |

## Gründe für die Veröffentlichung als S. Jaroslawzew
Obwohl zu unterschiedlichen Zeiten veröffentlicht, wurden alle drei Werke von „S. Jaroslawzew“ von den Brüdern Strugazki zwischen 1972 und 1975 konzipiert. In dieser Phase hatten die Brüder erhebliche Probleme mit der sowjetischen Zensur und es war ihnen kaum möglich, unter ihrem bekannten Namen zu veröffentlichen. Die Brüder haben mehrere Pseudonyme im Laufe ihres Schaffens benutzt, das Geheimnis von S. Jaroslawzew konnten sie ungewöhnlich lange wahren.
Arkadi Strugazki „entschärfte“ daher die von beiden Brüdern gemeinsam entwickelte Konzeption für einen Trickfilm mit dem Namen „Verfolgungsjagd im Weltraum“, die von den entsprechenden sowjetischen Behörden verworfen worden war, in Form eines Märchens und veröffentlichte sie unter dem Pseudonym S. Jaroslawzew und dem Titel Expedition in die Hölle. Erfolgreich: der verworfene Stoff erschien tatsächlich ab 1974 in einer Jugendzeitschrift.
Ähnlich die 2. Veröffentlichung von S. Jaroslawzew, Aus dem Leben des Nikita Woronzow: Arkadi Strugazki schrieb einen nicht zensurgeeigneten Stoff beider Brüder in der Form, in der „man damals schreiben konnte“ – so Boris Strugazki nach Arkadis Tod.
Eine andere Entstehungsgeschichte hatte das letzte Werk von S. Jaroslawzew, Ein Teufel unter den Menschen: ein von beiden Brüdern 1975 grob skizzierter Stoff wurde 1990, also nach der sowjetischen Zensurzeit – erneut von beiden diskutiert, aber nur von Arkadi fertig geschrieben und als S. Jaroslawzew kurz vor seinem Tod veröffentlicht. Ein Hintergrund für die Nutzung des inzwischen bekannten Pseudonyms war, dass beide Brüder sich einig waren, den als Einheit bekannten Autorennamen „Strugazki“ nicht für jeweils einzeln entstandene Werke zu nutzen. So verwendete auch Boris Strugazki für die von ihm allein geschriebenen Werke ein Pseudonym: S. Witizki.